# Andrea Soncin
Andrea Soncin (né le 5 septembre 1978 à Vigevano) est un ancien footballeur italien, qui évoluait au poste d'attaquant. Depuis septembre 2023, il est le sélectionneur de l'équipe d'Italie féminine.

## Palmarès
- Champion de Serie B en 2006 avec l'Atalanta Bergame.